# Antechinus subtropicus
Antechinus subtropicus är en pungdjursart som beskrevs av Stephen Van Dyck och Mathew Crowther 2000. Antechinus subtropicus ingår i släktet pungspetsekorrar och familjen rovpungdjur. IUCN kategoriserar arten globalt som livskraftig. Inga underarter finns listade.
Artepitetet i det vetenskapliga namnet är det latinska ordet subtropicus (subtroperna).
Pungdjuret förekommer i en mindre region i östra Australien. Arten vistas där i låglandet och på upp till 1 000 meter höga bergstrakter. Området är täckt av skog.